# 双卵狸藻
双卵狸藻（学名：Utricularia biovularioides）为狸藻属一年生或多年生浮水食虫植物，巴西特有种。其种加词“biovularioides”来源于拉丁文“bi-”和“ovum”，意为“双卵”，指其子房仅有两个胚珠。其模式标本已遗失。1994年2月，费南多·里瓦达维亚（Femando Rivadavia）在巴西西部马托格罗索州库亚巴重新发现了双卵狸藻。